# Alpine Ski-Junioreneuropameisterschaften
Die Alpinen Ski-Junioreneuropameisterschaften waren ein Sportereignis, bei dem in verschiedenen Rennen die Junioreneuropameister in den alpinen Skidisziplinen Abfahrt, Riesenslalom und Slalom ermittelt wurden. Die Junioreneuropameisterschaften wurden von 1972 bis 1981 jährlich veranstaltet, mit Ausnahme des Jahres 1978, und 1982 durch die Juniorenweltmeisterschaften abgelöst. Veranstalter war der Internationale Skiverband FIS. Bei der letzten Austragung 1981 gab es neben den Einzelrennen erstmals eine offizielle Kombinationswertung, wie später auch bei den Juniorenweltmeisterschaften. Teilnahmeberechtigt waren Skirennläufer im Alter von 15 bis 20 Jahren.

## Ergebnisse
- Madonna di Campiglio 1972
- Ruhpolding 1973
- Jasná 1974
- Mayrhofen 1975
- Gällivare 1976
- Kranjska Gora 1977
- Achenkirch 1979
- Madonna di Campiglio 1980
- Škofja Loka 1981

## Ewiger Medaillenspiegel
| Platz | Land                   | Gold | Silber | Bronze | Gesamt |
| ----- | ---------------------- | ---- | ------ | ------ | ------ |
| 1     | Österreich             | 20   | 26     | 11     | 57     |
| 2     | BR Deutschland         | 6    | 8      | 11     | 25     |
| 3     | Frankreich             | 5    | 2      | 2      | 9      |
| 4     | Norwegen               | 4    | 3      | 1      | 8      |
| 5     | Italien                | 5    | 3      | 13     | 21     |
| 6     | Schweiz                | 4    | 6      | 3      | 13     |
| 7     | Schweden               | 3    | 1      | 3      | 7      |
| 8     | Jugoslawien            | 2    | 1      | 1      | 4      |
| 9     | Bulgarien              | 2    | 1      | –      | 3      |
| 10    | Tschechoslowakei       | 1    | 3      | 3      | 7      |
| 11    | Liechtenstein          | 1    | –      | 1      | 2      |
| 12    | Polen                  | 1    | –      | 4      | 5      |
| 13    | Finnland               | –    | 1      | –      | 1      |
| 14    | Vereinigtes Königreich | –    | –      | 1      | 1      |